# 보르지기트 셍게린첸
보르지기트 성거린친(만주어: ᠪᠣᡵᠵᡳᡤᡳᡨ
ᠰᡝᠩᡤᡝᡵᡳᠨᠴᡳᠨ Borjigit Senggerincin, 몽골어: ᠪᠣᠷᠵᠢᠭᠢᠨ
ᠰᠡᠩᠭᠡᠷᠢᠨᠼᠡᠨ Borǰigin Sengerinčen, 한국 한자: 博爾濟吉特 僧格林沁 박이제길특 승격임심, 티베트어: སེང་གེ་རིན་ཆེན།, 1811년 ~ 1865년 5월 18일)은 청 제국 때 몽골족 귀족이자 장군이다. 도광제, 함풍제, 동치제 시절 사람이며,  커얼친 좌익후기 출신이다. 제2차 아편전쟁 당시 팔리교 전투 및 태평천국의 난 진압에 종군하였다.